# Obrium oculatum
Obrium oculatum es una especie de escarabajo longicornio del género Obrium, categorizada en la tribu Obriini, de la subfamilia Cerambycinae. Fue descrita por Niisato & Hua en 1998.

## Descripción
Mide 4,25 mm de longitud.

## Distribución
Se distribuye por China.